# Бенино-нигерские отношения
Бенино-нигерские отношения — двусторонние дипломатические отношения между Бенином и Нигером. Протяжённость государственной границы между странами составляет 277 км.

## История
В 1880-е годы между европейскими державами велась острая конкуренция за территории в Африке. Кульминацией этих событий стала Берлинская конференция 1884 года, на которой заинтересованные европейские страны согласовали свои территориальные претензии и правила ведения боевых действий. В результате Франция получила контроль над верхней долиной реки Нигер (примерно эквивалентной территориям современных Мали и Нигера). С 1893 года Франция начала присоединять территорию современного Бенина, позже назвав её Дагомеей. В 1900 году территория, охватывающая территорию современного Нигера, была завоевана французами. Обе территории были включены в состав Французской Западной Африки. Реки Нигер и Мекру стали образующими границу между Нигером и Дагомеей во Французском статуте от 27 октября 1938 года.
По мере роста движения за деколонизацию в эпоху после окончания Второй мировой войны Франция постепенно предоставляла больше политических прав и власти своим африканским колониям, что привело к образованию широкой внутренней автономии каждой колонии в 1958 году в рамках Французского сообщества. В августе 1960 года и Нигер, и Республика Дагомея (переименованная в Бенин в 1975 году) получили полную независимость, и их общая граница стала международной границей между двумя суверенными государствами.
С момента обретения независимости возник ряд споров по поводу точной принадлежности 24 прибрежных островов, в первую очередь острова Лёте, ни один из которых не подпадал под действие соглашения о границе колониальной эпохи. Оба государства направили дело в Международный суд ООН в 2001 году, который в 2005 году вынес решение по этому вопросу, присудив 16 островов Нигеру и 9 — Бенину.
В сентябре 2023 года Нигер денонсирует соглашение о военном сотрудничестве, заключенное в 2022 году с Бенином, за несоблюдение Бенином соглашений о военном сотрудничестве.

## Торговля
В 2020 году экспорт товаров Бенина в Нигер составил сумму 38,97 млн долларов США: соль, сера, земля, камень, гипс, известь, цемент, сахар, кондитерские изделия, металлургическая продукция, изделия из чугуна или стали, корм для животных, напитки, спиртные напитки, уксус, удобрения, продукты помола, солод, крахмалы.
В 2020 году экспорт товаров из Нигера в Бенин составил сумму 3,41 млн долларов США: пластмасса, машинное оборудование, котлы, овощи, корнеплоды и клубни, транспортные средства, минеральное топливо, масла, разные пищевые продукты, электрооборудование, зерновые, мука, крахмал, молочные продукты, кофе, чай, мате и специи.

## Дипломатические представительства
- Бенин имеет посольство в Ниамее[12].
- Нигер содержит посольство в Котону[13].